# IBA Official Cocktail
IBA Official Cocktail – oficjalna lista koktajli alkoholowych, które mogą być wykonywane podczas corocznego konkursu World Cocktail Competition (WCC), organizowanego przez Międzynarodowe Stowarzyszenie Barmanów (IBA). Porcje składników koktajli określane są w centylitrach.

## Lista koktajli
Organizacja podzieliła koktajle na trzy kategorie
:

### The Unforgettables
- Alexander
- Americano
- Angel Face
- Aviation
- Bacardi
- Between the Sheets
- Casino
- Clover Club
- Daiquiri
- Derby
- Dry martini
- Gin Fizz
- John Collins
- Manhattan
- Mary Pickford
- Monkey Gland
- Negroni
- Old Fashioned
- Paradise
- Planter’s Punch
- Porto flip
- Ramos Fizz
- Rusty Nail
- Sazerac
- Screwdriver
- Sidecar
- Stinger
- Tuxedo
- Whiskey sour
- White Lady

### Contemporary Classics
- Bellini
- Black Russian
- Bloody Mary
- Caipirinha
- Champagne Cocktail
- Cosmopolitan
- Cuba Libre
- French Connection
- God Father
- God Mother
- Golden Dream
- Grasshopper
- French 75
- Harvey Wallbanger
- Hemingway Special
- Horse’s Neck
- Irish Coffee
- Kir
- Long Island Iced Tea
- Mai Tai
- Margarita
- Mimosa
- Mojito
- Moscow Mule
- Mint Julep
- Piña colada
- Rose
- Sea-Breeze
- Sex on the Beach
- Singapore Sling
- Tequila Sunrise
- Vesper

### New Era Drinks
- Barracuda
- Bramble
- B-52
- Dark ’N’ Stormy
- Dirty Martini
- Espresso Martini
- French Martini
- Kamikaze
- Lemon Drop Martini
- Pisco sour
- Russian Spring Punch
- Spritz Veneziano
- Tommy’s Margarita
- Vampiro
- Yellow Bird

## Lista produktów słodzonych
Następujące produkty słodzone są ograniczone do dwóch centylitrów (4 łyżeczki lub 2/3 uncji) w kategorii Before-Dinner Cocktail:
- wermut (białe, różowe, czerwone)
- wszystkie słodkie likiery i kremy
- słodkie wina wzmacniane
- syropy do koktajli
- Wszystkie wina musujące
- słodkie soki owocowe